# Steven Alfred
Steven Alfred (11 ottobre 1997) è un calciatore nigeriano, attaccante del Tarpeda-BelAZ.

## Carriera
È approdato in Europa nel 2018, quando è stato acquistato dallo Saxan, con cui ha realizzato 11 gol in 5 presenze nella seconda divisione moldava. All'inizio del 2019 si è trasferito al Soči, militante nella seconda divisione russa, con cui al termine della stagione ha ottenuto la promozione in massima serie. Successivamente ha vestito la maglia degli armeni del P'yownik. Nel febbraio del 2021 firma per la squadra bielorussa dello Sluck. All'inizio del 2022 passa agli israeliani dell'Hapoel Hadera.

## Statistiche

### Presenze e reti nei club
Statistiche aggiornate al 4 febbraio 2023.
| Stagione             | Squadra              | Campionato           | Campionato | Campionato | Coppe nazionali | Coppe nazionali | Coppe nazionali | Coppe continentali | Coppe continentali | Coppe continentali | Altre coppe | Altre coppe | Altre coppe | Totale | Totale |
| Stagione             | Squadra              | Comp                 | Pres       | Reti       | Comp            | Pres            | Reti            | Comp               | Pres               | Reti               | Comp        | Pres        | Reti        | Pres   | Reti   |
| -------------------- | -------------------- | -------------------- | ---------- | ---------- | --------------- | --------------- | --------------- | ------------------ | ------------------ | ------------------ | ----------- | ----------- | ----------- | ------ | ------ |
| lug.-dic. 2018       | Saxan                | A                    | 5          | 11         | CM              | -               | -               |                    | -                  | -                  |             | -           | -           | 5      | 11     |
| gen.-giu. 2019       | Soči                 | 1D                   | 7          | 0          | CR              | -               | -               |                    | -                  | -                  |             | -           | -           | 7      | 0      |
| 2019-2020            | P'yownik             | BC                   | 9          | 1          | CA              | 0               | 0               | UEL                | 4                  | 0                  |             | -           | -           | 13     | 1      |
| 2020-feb. 2021       | P'yownik             | BC                   | 8          | 1          | CA              | 0               | 0               |                    | -                  | -                  |             | -           | -           | 8      | 1      |
| Totale P'yownik      | Totale P'yownik      | Totale P'yownik      | 17         | 2          |                 | 0               | 0               |                    | 4                  | 0                  |             | -           | -           | 21     | 2      |
| 2021                 | Sluck                | VL                   | 24         | 9          | CB              | 0               | 0               |                    | -                  | -                  |             | -           | -           | 24     | 9      |
| gen.-giu. 2022       | Hapoel Hadera        | LhA                  | 6+6        | 0+2        | CI+CdL          | 2+0             | 1+0             |                    | -                  | -                  |             | -           | -           | 14     | 3      |
| 2022-2023            | Hapoel Hadera        | LhA                  | 16         | 2          | CI+CdL          | 1+2             | 0               |                    | -                  | -                  |             | -           | -           | 19     | 2      |
| Totale Hapoel Hadera | Totale Hapoel Hadera | Totale Hapoel Hadera | 22+6       | 2+2        |                 | 5               | 1               |                    | -                  | -                  |             | -           | -           | 33     | 5      |
| Totale carriera      | Totale carriera      | Totale carriera      | 81         | 26         |                 | 5               | 1               |                    | 4                  | 0                  |             | -           | -           | 90     | 27     |

## Palmarès

### Club

#### Competizioni nazionali
- Campionato bielorusso: 1

Dinamo Minsk: 2024